# السجل الفيدرالي الأمريكي
السجل الفدرالي الأمريكي (بالإنجليزية: Federal Register)‏ (يختصر FR أو في بعض الأحيان 'Fed'. Reg) هو جريدة رسمية للحكومة الاتحادية في الولايات المتحدة تتضمن قواعد الوكالات الحكومية، والقواعد المقترحة، والإشعارات العامة. يتم نشره يوميا باستثناء أيام العطل الاتحادية في الولايات المتحدة. في نهاية المطاف تتم إعادة تنظيم القواعد النهائية الصادرة عن الوكالة الفيدرالية والتي نشرت في السجل الفيدرالي حسب المجال أو الموضوع ويتم تدوينها في قانون اللوائح الفيدرالية (CFR)، والذي يتم تحديثه سنويًا.
يقوم مكتب السجل الفدرالي (داخل إدارة المحفوظات والسجلات الوطنية) بتجميع السجل الاتحادي وطبعه من قبل مكتب النشر الحكومي. لا توجد أية قيود على حق المؤلف للسجل الفدرالي. كما أن عمل السجل الفدرالي للحكومة الأمريكية يدخل في نطاق الملكية العامة.

## روابط خارجية
- الموقع الرسمي